# Pilot Pen Tennis 2008

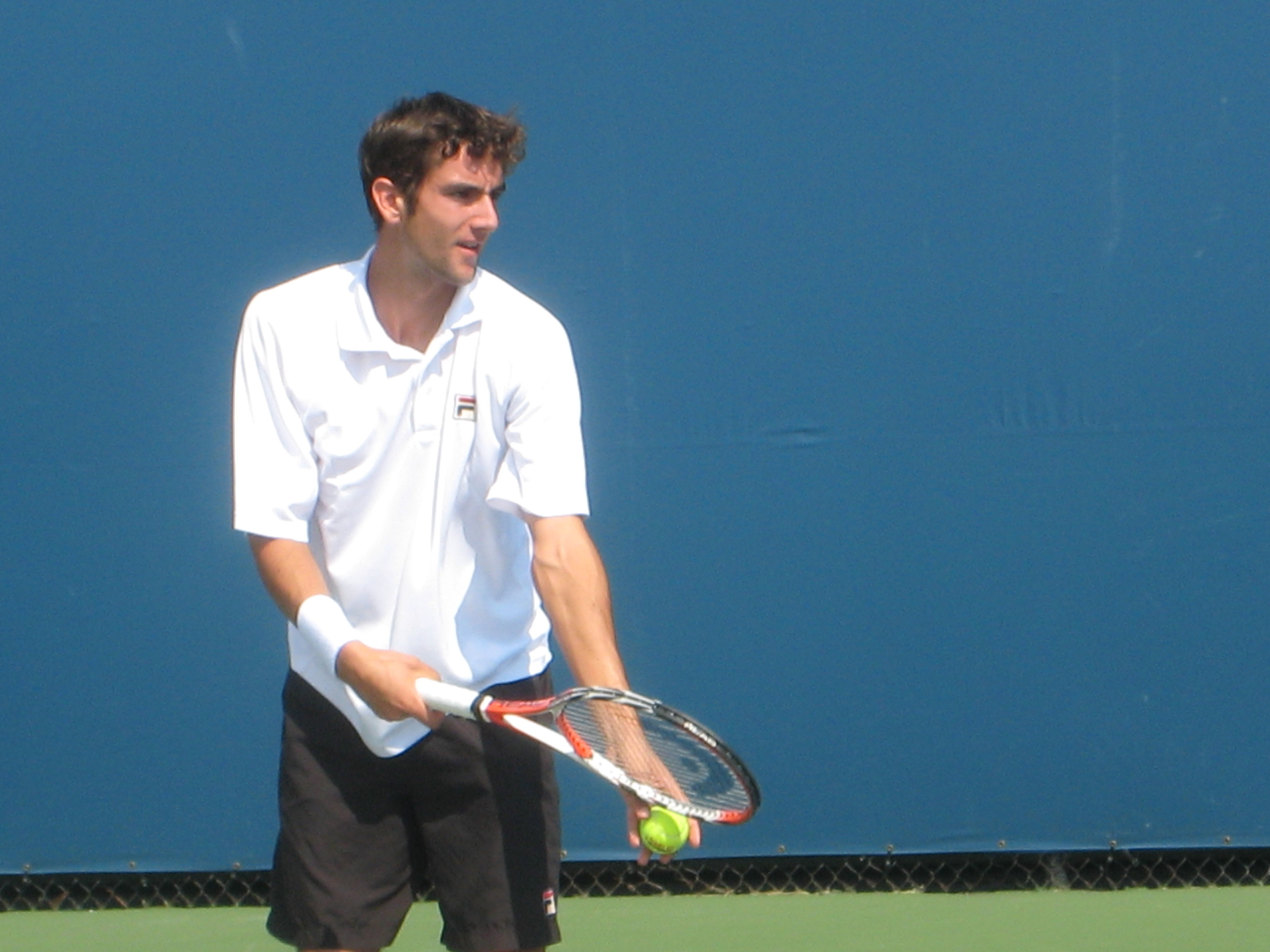
Marin Čilić vincitore del torneo maschile

Il Pilot Pen Tennis 2008  è stato un torneo di tennis giocato sul cemento.
È stata la 28ª edizione del Pilot Pen Tennis, che fa parte della categoria International Series nell'ambito dell'ATP Tour 2008, e 41ª edizione femminile, della categoria Tier II nell'ambito del WTA Tour 2008. 
Il torneo si è giocato al Cullman-Heyman Tennis Center  di New Haven nel Connecticut negli USA, dal 15 al 23 agosto 2008.

## Campioni

### Singolare maschile
Marin Čilić ha battuto in finale  Mardy Fish con il punteggio di 6–4, 4–6, 6–2

### Singolare femminile
Caroline Wozniacki ha battuto in finale  Anna Čakvetadze con il punteggio di 3–6, 6–4, 6–1

### Doppio maschile
Marcelo Melo /  André Sá hanno battuto in finale  Mahesh Bhupathi /  Mark Knowles con il punteggio di 7–5, 6–2

### Doppio femminile
Květa Peschke /  Lisa Raymond hanno battuto in finale  Sorana Cîrstea /  Monica Niculescu con il punteggio di 4–6, 7–5, [10–7]